# Història de les Nacions Unides

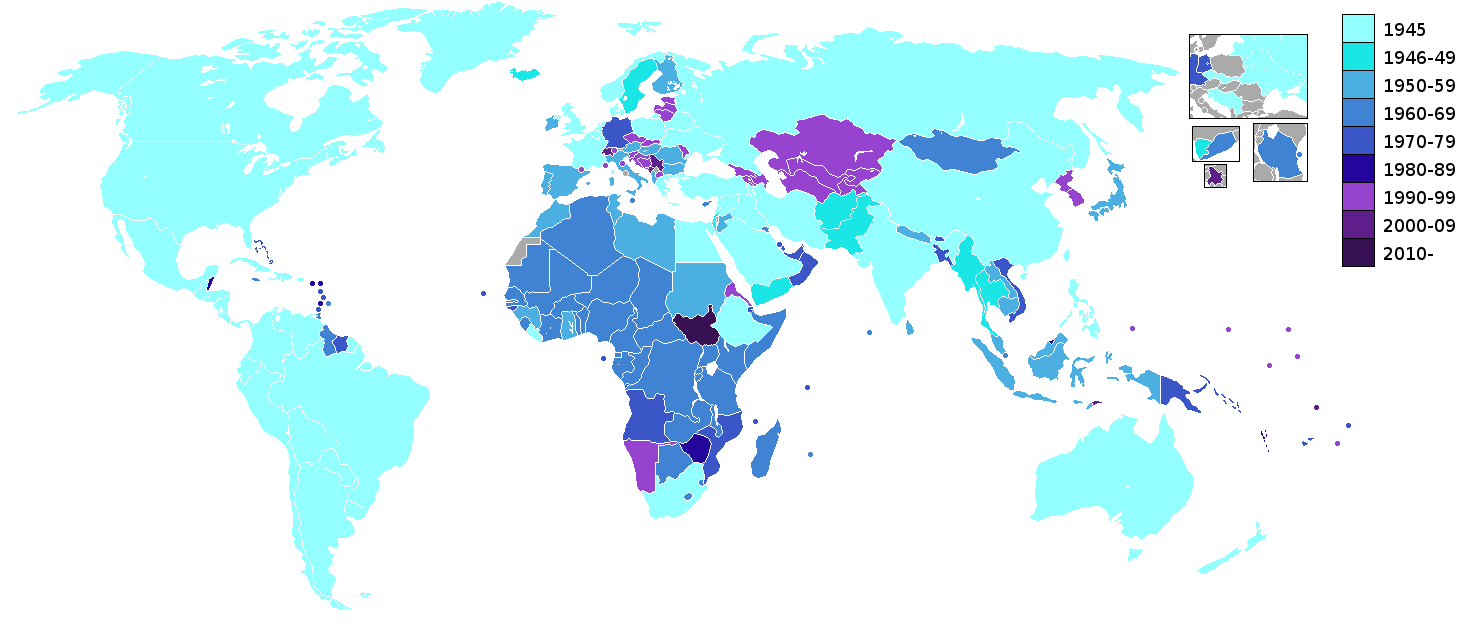
Mapa del món amb els països membres de les Nacions Unides.

La història de les Nacions Unides com a organització internacional té els seus orígens en la Segona Guerra Mundial. Des de llavors, els seus objectius i activitats s'han anat estenent fins a convertir-la en l'arquetip d'organisme internacional de principis del segle XXI.

## Reflexions sobre la idea de les Nacions Unides
Abans mateix que s'hagen creat les Nacions Unides, tot un llegat de filòsofs i altres personatges havien pensat sobre la idea de crear un organisme supranacional que servís per a resoldre les diferències entre estats sense haver de recórrer a la violència.
Aquest llegat remunta a l'Edat mitjana en mans d'Huig de Groot, que és el primer d'escriure (l'any 1625) sobre la necessitat de crear un organisme superior als estats on s'hi resolguen els problemes. El jurista holandès escriu influït per la Guerra dels 30 anys i la Guerra dels 80 anys. A De jure belli et pacis escriu, "seria útil i necessari establir entre les potències cristianes una sort de cos, amb les seues respectives assemblees, on els litigis serien resolts per les potències sense interessos, per tal de forçar les parts a reconciliar-se" [trd.].
El ministre Sully del rei de França Enric IV també escriu a Memoires des sages et royales économies d'États domestiques, politiques et militares de Henry le Grand, que cal la creació d'un organisme supranacional amb vocació de tornar-se un mètode de resolució de conflictes entre estats. Inspirat de les Províncies Unides, aquesta proposta del rei francès, coneguda com a "gran dibuix" és represa l'any 1712 per l'abat Saint-Pierre a Memoire pour endre la paix perpetuelle en Europe, però també per Emmanuel Kant a De la pau perpètua (1795).
L'any 1847, l'escriptor francès Víctor Hugo apel·la a la creació d'un organisme supraestatal que unisca els països europeus, així com Alphone de Lamartine, també escriptor, crida l'any 1848 a una unió d'estats sota un organisme.

## El sistema westfalista

### El westfalista
La conferència de Pau de Westfàlia l'any 1648 i el Congrés de Viena l'any 1814 imposen la dinàmica del congrés com a forma de contacte entre estats. En efecte, la Pau de Westfàlia establix el primer multilateralisme de la història a través de tres principis que definixen el sistema westfalista.
- l'equilibri de les potències
- la inviolabilitat de la sobirania nacional
- el principi de no ingerència en els afers interns

El Congrés de Viena posa a la pràctica els punts i inaugura ja el westfalista.

### Les organitzacions internacionals
A còpia de congressos, aparixen tot al llarg del segle XIX diferents comissions de caràcter internacional que donen forma a una primera organització internacional. La majoria es destinen a gestionar els diferents en l'àmbit marítim. Algunes adquirixen un aparell administratiu. Així van formant-se les primeres organitzacions internacionals dedicades a la ciència, la societat, l'economia, els transports o la comunicació.
El territori suís acull de fet les primeres organitzacions. És el cas l'any 1863 del Comité Internacional de la Creu Roja, la Unió Postal Universal l'any 1874 o l'Organització Internacional del Treball l'any 1919.
Entre els Estats Units, Anglaterra i Suïssa es formen les primeres organitzacions internacionals per la pau. Jean-Jacques de Sellon (1782-1839) idea la primera Societat Internacional per la Pau. Sellon era partidari de l'abolició de la pena de mort. Els seus estudis el porten a avant-posar la pau. Però la seua idea no es materialitza fins a l'any 1843 a Anglaterra.

## Les conferències de la Pau a la Haia de 1899 i 1907
Sota proposició del tsar Nicolàs II de Rússia, es convoquen el 1899 i 1907 dues conferències per la pau a la Haia, Holanda. És el primer intent de superar les fronteres nacionals i convocar sota el sistema westfalista diversos estats amb la finalitat d'establir la pau. Prop de 26 països s'hi van reunir per trobar una pau real i durable a Europa i al món. Les conferències també intentaren posar un límit al desenvolupament armamentístic.
En sorgixen els primers tractats multilaterals que regulen la guerra i una cort permanent d'arbitratge que es posa en funcionament l'any 1902.
Tot i que les conferències no aconseguiren posar fi al desenvolupament armamentístic, ni derivaren en la creació d'un aparell administratiu capaç de dur a la pràctica els tractats, les dues conferències són la primera experiència del gènere a la història.

## La Societat de Nacions
La Societat de Nacions creada l'any 1919 és el precedent immediat de l'Organització de les Nacions Unides. Neix arran de la Primera Guerra Mundial. Es tracta d'un organisme internacional creat pel Tractat de Versalles el 28 de juny del 1919. Es proposà establir les bases per a la pau i la reorganització de les relacions internacionals un cop finalitzada la Primera Guerra Mundial.
És una proposta del president estatunidenc Woodrow Wilson que es desprèn dels 14 punts amb què es va presentar al Congrés dels Estats Units per a establir la pau després de la guerra. Té una vocació universalista que es regeix per la diplomàcia oberta, el dret a l'autodeterminació dels pobles i el liberalisme polític i econòmic. Cadascun d'aquests representen els punts febles que van provocar la guerra. En efecte, Wilson considerava que la manca d'equilibri entre estats, la manca de democràcies i la cursa colonial havia portat a la Primera Guerra Mundial. Per aquest motiu proposa crear una organització internacional que superi les fronteres i tot presentant-se com a ens supranacional servisca per a resoldre els problemes entre estats sense haver de recórrer a la violència.
L'idealisme wilsonià va ser de curta durada. La societat de nacions no va aturar l'engranatge que va dur cap a la Segona Guerra Mundial. Part de les dificultats es van relacionar amb l'absència dels EUA i de la Unió Soviètica com a membres. L'organització va començar amb bon peu, però aviat diversos països se'n desmarcaren, com ara el Brasil. Cal comptar que durant els anys 1930, diversos estats europeus cauen en règims totalitaris i deixa d'haver-hi voluntat per part dels membres de la SDN de fer front als diversos conflictes que sorgixen. Així, quan va caldre posar el fre a l'annexió de Manxúria per part del Japó, la SDN es va revelar com a inútil.
El fracàs de la SDN té diversos punts:
- vincles entre la SDN i el pacte per la pau del 1919
- imperfeccions del dispositiu de garantia de pau col·lectiva
- poca voluntat de tornar-ho possible per part de les potències de l'època

Ara bé, la SDN marca el camí de l'ONU en diversos aspectes. L'estructura mateixa de l'ONU és una represa de la Societat de Nacions. La política de no agressió i els principis que regien la SDN són els mateixos que els de l'ONU.

La creació de les Nacions Unides

## 1942: "Declaració de les Nacions Unides"
Donat el fracàs de la Societat de Nacions, i arran de la Segona Guerra Mundial, els EUA elaboren una nova Societat de Nacions, és a dir, l'ONU. El primer pla concret per a una nova organització mundial es va iniciar sota la tutela del departament d'Estat dels Estats Units el 1939. L'esborrany del text de la Declaració de les Nacions Unides va ser elaborat pel president dels Estats Units, Franklin D. Roosevelt, el primer ministre britànic, Winston Churchill i l'ajudant de Roosevelt, Harry Hopkins, durant la reunió del 29 de desembre de 1941 a la Casa Blanca. S'hi van incorporar els suggeriments soviètics, però es va deixar França sense cap rol. Roosevelt va ser el primer a encunyar el terme Nacions Unides per a descriure els països aliats a la Segona Guerra Mundial. Roosevelt va suggerir el terme com a alternativa al nom de "potència associada". Churchill va estar-hi d'acord immediatament i va assenyalar que la frase l'havia utilitzat Lord Byron en el poema Pelegrinatge de Childe Harold, referida als aliats de la batalla de Waterloo el 1815.
El terme "Nacions Unides" va ser utilitzat de forma oficial per primera vegada els dies 1 i 2 de gener de 1942, coincidint amb la signatura de la Declaració per part de 26 governs. Un canvi important de la Conferència de Terranova va ser la incorporació d'una clàusula per a la llibertat de culte, que va ser aprovada per Stalin després de la insistència de Roosevelt. A principis de 1945 l'havien signada 21 estats més.

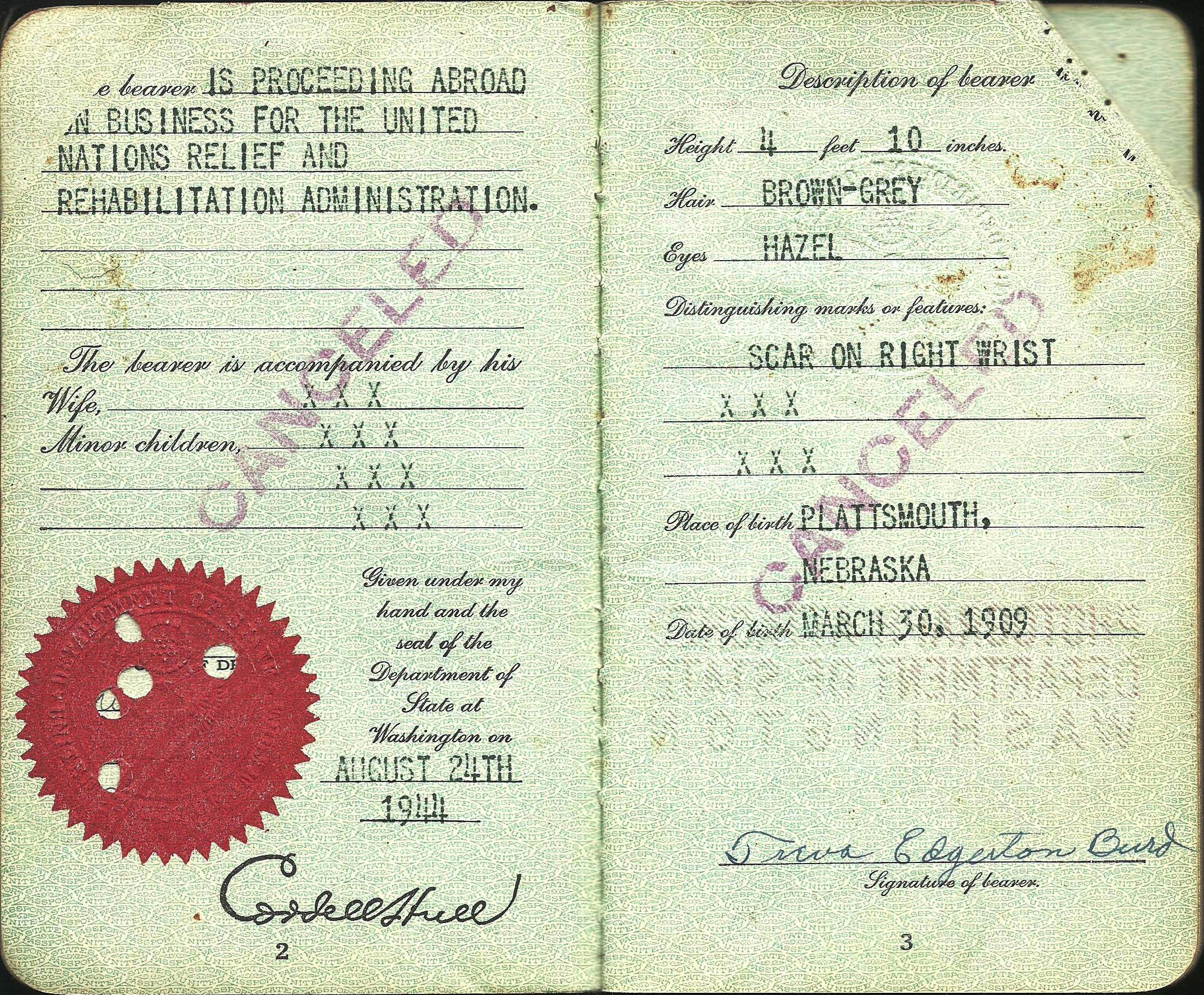
Passaport d'un oficial de les Nacions Unides, destacat a l'UNRRA, de principis de la Segona Guerra Mundial, emès el 1944 a l'Orient Mitjà

DECLARACIÓ CONJUNTA DELS ESTATS UNITS D'AMÈRICA, EL REGNE UNIT DE LA GRAN BRETANYA
I IRLANDA DEL NORD, LA UNIÓ SOVIÈTICA, LA XINA, AUSTRÀLIA, BÈLGICA, EL CANADÀ, COSTA RICA,
CUBA, TXECOSLOVÀQUIA, LA REPÚBLICA DOMINICANA, EL SALVADOR, GRÈCIA, GUATEMALA, HAITÍ,
HONDURES, L'ÍNDIA, LUXEMBURG, ELS PAÏSOS BAIXOS, NOVA ZELANDA, NICARAGUA, NORUEGA, PANAMÀ,
POLÒNIA, SUD-ÀFRICA, IUGOSLÀVIA
Els Governs sotasignats,
Havent subscrit un programa comú d'objectius i principis representats en la declaració conjunta del president dels Estats Units d'Amèrica i el primer ministre de la Gran Bretanya amb data de 14 d'agost de 1941, coneguda com a Carta de l'Atlàntic,
Amb el convenciment que la victòria completa sobre els enemics és essencial per a defensar la vida, la llibertat, la independència i la llibertat de culte, i per a preservar els drets humans i la justícia tant en el propi país com en d'altres, i que estan ara compromesos en una lluita comuna contra la violència i les forces brutals que intenten dominar el món
DECLAREN:
(1) Cada govern es compromet a utilitzar tots els seus recursos, militars o econòmics, en contra d'aquells membres del Pacte del Tripartit i els seus partidaris amb els quals aquest govern està en guerra.
(2) Cada govern es compromet a cooperar amb els governs sotasignats i a no fer un armistici diferent o la pau amb els
enemics.
A l'anterior declaració s'hi han d'adherir altres nacions les quals estan, o estaran, prestant assistència material i contribuint en la lluita per a la victòria sobre el Hitlerisme.

Durant la guerra, les Nacions Unides va esdevenir el terme oficial per als aliats. Per a incorporar-s'hi, els països havien de signar la Declaració i declarar la guerra a l'Eix.

#### Planificació
La idea d'unes futures Nacions Unides com a organització internacional sorgeix de declaracions signades pels aliats en temps de guerra: la Conferència de Moscou i la Conferència de Teheran el 1943.
Des de l'agost fins a l'octubre de 1944, representants de l'actual República de la Xina, Gran Bretanya, els Estats Units i l'antiga Unió Soviètica (URSS) es van reunir per a elaborar els plans per a presentar a la Conferència de Dumbarton Oaks a Washington, D.C. A partir d'aquelles i posteriors converses es van elaborar propostes que resumien els objectius de l'organització de les Nacions Unides, els seus membres i òrgans, així com els acords per a mantenir la pau internacional i la seguretat, i la cooperació internacional social i econòmica. Els governs i els ciutadans particulars d'arreu del món van discutir i debatre aquestes propostes.
A la Conferència de Ialta es va acordar que els estats que s'havien unit als aliats des de l'1 de març de 1945 també podrien ser-ne membres. Brasil, Síria i altres països van ser qualificats per a ser-ne membres, per les declaracions de guerra sobre Alemanya o Japó durant el primer trimestre de 1945, en alguns casos de forma retroactiva.

#### Creació

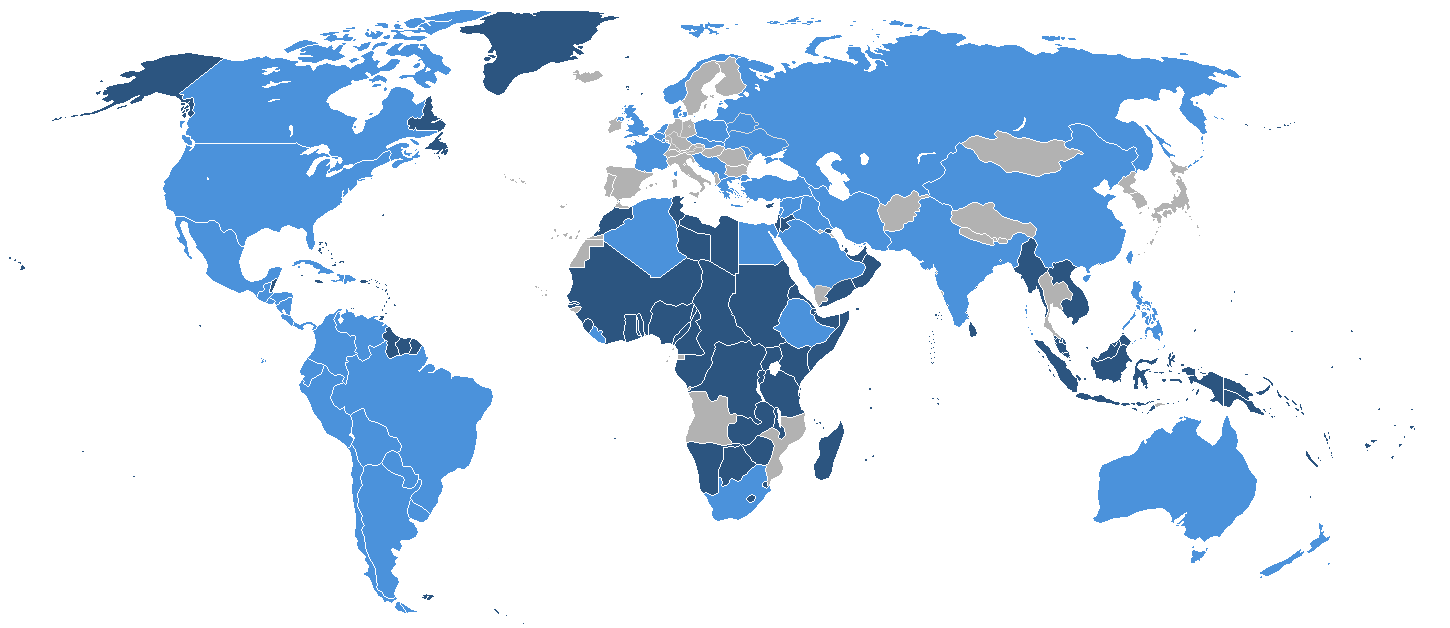
Les Nacions Unides l'any 1945. En blau clar, els membres fundadors. En blau fosc, els seus corresponents protectorats i colonies.

L'antecedent d'aquesta organització va ser la Societat de Nacions, la qual es va dissoldre el 18 d'abril de 1946, transferint la seua missió a les Nacions Unides. La Conferència de les Nacions Unides sobre Organització Internacional es va celebrar a San Francisco el 25 d'abril de 1945. A més dels governs, diverses organitzacions no governamentals, incloses Rotary International i Lions Clubs International, van rebre la invitació per a assistir a l'elaboració de l'esborrany de la carta. Després de treballar durant dos mesos, els cinquanta països representats a la conferència van signar la Carta de les Nacions Unides el 26 de juny. Polònia, que no va poder enviar un representant degut a la inestabilitat política local, va signar la carta el 15 d'octubre de 1945. Per a la seua entrada en vigor, la carta havia de ser ratificada pels Governs de la República de la Xina, França, la Unió Soviètica (URSS), el Regne Unit, i els Estats Units, i per una majoria de la resta dels 46 signataris. La creació de les Nacions Unides va tenir lloc de forma oficial el 24 d'octubre de 1945.
La primera reunió de l'Assemblea General va tenir lloc al Westmister Central Hall de Londres el 10 de gener de 1946. El Consell de Seguretat es va reunir per primera vegada una setmana més tard a Church House, Westminster.

## Primers anys
La qüestió de la partició de Palestina entre jueus i àrabs va ser un dels primers dossiers majors de l'ONU. Al mes de gener del 1947, el Regne Unit, posseïdor de la tutela de Palestina, confia a les Nacions Unides el paper de definir un pla de partició, després de nombrosos intents fallits de trobar una resposta al problema entre el 1945 i el 1947. La transferència del mandat britànic de Palestina cap a les Nacions Unides dona lloc a la primera missió d'observació de l'ONU amb l'enviament al mateix temps del mediador Folke Bernadotte a Palestina. El 29 de novembre del 1947, l'Assemblea General vota la resolució 181, que preconitza la partició de Palestina en tres entitats: un estat jueu, un estat àrab i Jerusalem sota tutela. Aquest fet, que marca el principi de la guerra civil, és seguit de la proclamació de l'estat d'Israel com a país independent i de la retirada britànica al mes de maig del 1948, la qual cosa marca el principi de la primera guerra israelo-àrab. Assassinat durant el conflicte al mes de setembre de 1948 a Jerusalem, Folke Bernadotte és substituït pel seu braç dret Ralph Bunche. La primera guerra israelo-àrab acaba amb la signatura d'un cesseu-el-foc entre Israel i els estats àrabs el 7 de gener del 1949 sota els auspicies de Ralph Bunche. La treva dona lloc a la primera operació de manteniment de la pau de l'ONU que es desenvolupa el 1949.

## Instal·lacions

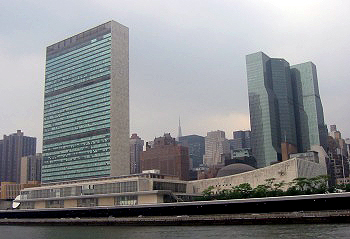
Seu de les Nacions Unides a Nova York

Al desembre de 1945, el Senat dels Estats Units i la seva Cambra de Representants va sol·licitar, per unanimitat de vots, que la seu de les NNUU radiqués als Estats Units. Les NNUU van acceptar la proposta i després de considerar diverses ubicacions entre elles Black Hills, Flushing Meadows–Corona Park, Navy Island i el que va ser el World Trade Center, van construir la seu de les Nacions Unides a la ciutat de Nova York el 1949 i al costat del East River en terrenys adquirits a través d'una donació de 8,5 milions de dòlars de John D. Rockefeller, Jr. La seu de les NNUU va obrir les portes oficialment el 9 de gener de 1951, encara que la construcció no va ser formalment acabada fins al 9 d'octubre de 1952.
Sota l'acord especial amb els Estats Units, les NNUU gaudeixen de certa immunitat i privilegis diplomàtics, però generalment s'hi apliquen les lleis de la ciutat de Nova York, l'estat de Nova York i els Estats Units.

Si bé la seu principal de les NNUU es troba a la ciutat de Nova York, hi ha altres agències importants a Ginebra, La Haia, Viena, Nairobi i a d'altres llocs.

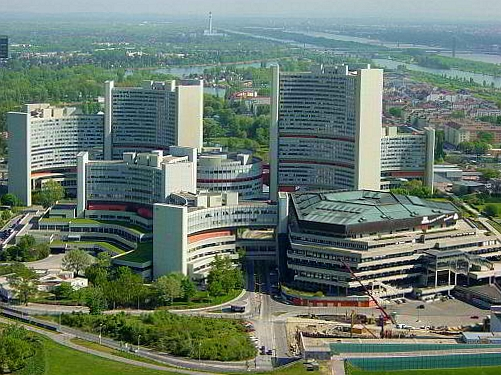
Edifici de les Nacions Unides a Viena

## Estructura i organitzacions associades
La constitució bàsica de les Nacions Unides ha canviat poc, si bé el gran nombre de membres incorporats ha alterat el funcionament d'alguns aspectes. En el seu conjunt i al llarg dels anys, les NNUU han generat una rica diversitat d'organitzacions no governamentals així com organismes especials: alguns d'àmbit regional, alguns d'específics per a les diverses missions de pau, i altres d'àmbit global. Altres organismes s'hi van associar posteriorment, com l'Organització Internacional del Treball que ja estava formada abans de la creació de les Nacions Unides.